# Mickey egér csodálatos világa
A Mickey egér csodálatos világa (eredeti cím: The Wonderful World of Mickey Mouse) 2020 és 2023 között vetített amerikai 2D-s számítógépes animációs vígjáték sorozat, amelyet Paul Rudish alkotott, az Emmy-díjas Mickey egér című sorozat folytatása.  A zeneszerzője Christopher Willis. A websorozat a Disney Television Animation gyártásában készült, a Disney+ forgalmazásában jelent meg.
A sorozatot a Disney+-on mutatták be Mickey egér 92. születésnapján, 2020. november 18-án Amerikában. Magyarországon 2022. június 14-én a Disney+, 2023. november 4-én a Disney Channel mutatta be.

## Cselekmény
A sorozat új köntösben mutatja be Mickey egér és barátai életét, de a humor az ugyan az marad.

## Szereplők

### Főszereplők
| Szereplő     | Eredeti hang         | Magyar hang       |
| ------------ | -------------------- | ----------------- |
| Mickey egér  | Chris Diamantopoulos | Czető Roland      |
| Minnie egér  | Kaitlyn Robrock      | Mezei Kitty       |
| Donald kacsa | Tony Anselmo         | Bolba Tamás       |
| Daisy kacsa  | Tress MacNeille      | Orosz Anna        |
| Goofy        | Bill Farmer          | Dézsy Szabó Gábor |
| Pluto        | Bill Farmer          | Szokol Péter      |

### Mellékszereplők
| Szereplő         | Eredeti hang   | Magyar hang   |
| ---------------- | -------------- | ------------- |
| Pete             | Jim Cummings   | Bognár Tamás  |
| Ludwig von Drake | Corey Burton   | Csuha Lajos   |
| Clarabel         | April Winchell | Kokas Piroska |

### Magyar változat
- Magyar szöveg: Boros Karina
- Hangmérnök és szinkronrendező: Kránitz Lajos András
- Vágó: Kránitz Bence
- Gyártásvezető: Bogdán Anikó
- Produkciós vezető: Máhr Rita

A szinkront az SDI Media Hungary készítette.

## Évadok
| Évad | Évad        | Epizódok    | Eredeti sugárzás   | Eredeti sugárzás    | Magyar sugárzás (Disney+) | Magyar sugárzás (Disney+) | Magyar sugárzás (Disney Channel) | Magyar sugárzás (Disney Channel) |
| Évad | Évad        | Epizódok    | Évadpremier        | Évadfinálé          | Évadpremier               | Évadfinálé                | Évadpremier                      | Évadfinálé                       |
| ---- | ----------- | ----------- | ------------------ | ------------------- | ------------------------- | ------------------------- | -------------------------------- | -------------------------------- |
|      | 1           | 20          | 2020. november 18. | 2021. augusztus 25. | 2022. június 14.          | 2022. június 14.          | 2023. november 6.                | 2023. november 17.               |
|      | 2           | 4           | 2022. február 18.  | 2022. november 18.  | 2022. június 14.          | 2022. november 18.        | 2023. november 4.                | 2024. június 15.                 |
|      | Különkiadás | Különkiadás | 2023. július 28.   | 2023. július 28.    | 2023. július 28.          | 2023. július 28.          |                                  |                                  |

## Epizódok

### 1. évad (2020-2021)
| Sor. | Év. | Cím                                         | Rendező         | Író                                                                                            | Premier                                                                            |
| ---- | --- | ------------------------------------------- | --------------- | ---------------------------------------------------------------------------------------------- | ---------------------------------------------------------------------------------- |
| 1.   | 1.  | Sajtterelők (Cheese Wranglers)              | Eddie Trigueros | Darrick Bachman, Leanna Dindal, Kristen Morrison, Paul Rudish és Eddie Trigueros               | 2020. november 18. 2022. június 14. (Disney+) 2023. november 6. (Disney Channel)   |
| 2.   | 2.  | A holnap háza (House of Tomorrow)           | Jason Reicher   | Darrick Bachman, Tara Billinger, Leanna Dindal, Jason Reicher és Paul Rudish                   | 2020. november 18. 2022. június 14. (Disney+) 2023. november 7. (Disney Channel)   |
| 3.   | 3.  | Keserű pirula (Hard to Swallow)             | Eddie Trigueros | Darrick Bachman, Leanna Dindal, Kristen Morrison, Paul Rudish és Eddie Trigueros               | 2020. november 27. 2022. június 14. (Disney+) 2023. november 7. (Disney Channel)   |
| 4.   | 4.  | Halsuli (School of Fish)                    | Jason Reicher   | Darrick Bachman, Tara Billinger, Leanna Dindal, Jason Reicher és Paul Rudish                   | 2020. november 27. 2022. június 14. (Disney+) 2023. november 8. (Disney Channel)   |
| 5.   | 5.  | Diszkóláz (Keep on Rollin')                 | Eddie Trigueros | Darrick Bachman, Leanna Dundal, Kristen Morrison, Paul Rudish és Eddie Trigueros               | 2020. december 4. 2022. június 14. (Disney+) 2023. november 9. (Disney Channel)    |
| 6.   | 6.  | A nagy, kedves farkas (The Big Good Wolf)   | Jason Reicher   | Darrick Bachman, Tara Billinger, Leanna Dindal, Jason Reicher és Paul Rudish                   | 2020. december 4. 2022. június 14. (Disney+) 2023. november 10. (Disney Channel)   |
| 7.   | 7.  | A bátor apród (The Brave Little Squire)     | Mike Bell       | Darrick Bachman, Mike Bell, Leanna Dindal, Brianne Drouchard, Ricky Roxburgh, és Paul Rudish   | 2020. december 11. 2022. június 14. (Disney+) 2023. november 17. (Disney Channel)  |
| 8.   | 8.  | Egy átlagos randevú (An Ordinary Date)      | Eddie Trigueros | Darrick Bachman, Leanna Dindal, Kristen Morrison, Paul Rudish és Eddie Trigueros               | 2020. december 11. 2022. június 14. (Disney+) 2023. november 17. (Disney Channel)  |
| 9.   | 9.  | Vesződséges vásárlás (Supermarket Scramble) | Mike Bell       | Darrick Bachman, Leanna Dindal, Brianne Drouchard, Paul Rudish és Eddie Trigueros              | 2020. december 18. 2022. június 14. (Disney+) 2023. november 8. (Disney Channel)   |
| 10.  | 10. | Csak mi négyen (Just the Four of Us)        | Mike Bell       | Darrick Bachman, Mike Bell, Leanna Dindal, Brianne Drouchard és Paul Rudish                    | 2020. december 18. 2022. június 14. (Disney+) 2023. november 6. (Disney Channel)   |
| 11.  | 11. | Háziszellemek (Houseghosts)                 | Ryan Gillis     | Darrick Bachman, Leanna Dindal, Ryan Gillis és Paul Rudish                                     | 2021. július 28. 2022. június 14. (Disney+) 2023. november 14. (Disney Channel)    |
| 12.  | 12. | Az elvarázsolt kunyhó (The Enchanting Hut)  | Jason Reicher   | Darrick Bachman, Tara Billinger, Leanna Dindal, Jason Reicher és Paul Rudish                   | 2021. július 28. 2022. június 14. (Disney+) 2023. november 15. (Disney Channel)    |
| 13.  | 13. | Duett két főre (Duet for Two)               | Eddie Trigueros | Darrick Bachman, Leanna Dindal, Kristen Morrison, Paul Rudish és Eddie Trigueros               | 2021. augusztus 4. 2022. június 14. (Disney+) 2023. november 15. (Disney Channel)  |
| 14.  | 14. | Madárles (Birdwatching)                     | Mike Bell       | Darrick Bachman, Mike Bell, Leanna Dindal, Brianne Drouhard és Paul Rudish                     | 2021. augusztus 4. 2022. június 14. (Disney+) 2023. november 16. (Disney Channel)  |
| 15.  | 15. | Londínerek (Bellboys)                       | Jason Reicher   | Darrick Bachman, Tara Billinger, Leanna Dindal, Jason Reicher és Paul Rudish                   | 2021. augusztus 11. 2022. június 14. (Disney+) 2023. november 16. (Disney Channel) |
| 16.  | 16. | Szívügyek (I Heart Mickey)                  | Ryan Gillis     | Darrick Bachman, Leanna Dindal, Ryan Gillis, Ricky Roxburgh és Paul Rudish                     | 2021. augusztus 11. 2022. június 14. (Disney+) 2023. november 10. (Disney Channel) |
| 17.  | 17. | Kincsvadászat (Untold Treasures)            | Eddie Trigueros | Darrick Bachman, Leanna Dindal, Kristen Morrison, Paul Rudish és Eddie Trigueros               | 2021. augusztus 18. 2022. június 14. (Disney+) 2023. november 13. (Disney Channel) |
| 18.  | 18. | Rejtélyes eltűnés (Disappearing Act)        | Mike Bell       | Darrick Bachman, Mike Bell, Leanna Dindal, Brianne Drouhard és Paul Rudish                     | 2021. augusztus 18. 2022. június 14. (Disney+) 2023. november 13. (Disney Channel) |
| 19.  | 19. | Egyszer volt egy alma (Once Upon an Apple)  | Eddie Trigueros | Darrick Bachman, Leanna Dindal, Kristen Morrison, Paul Rudish és Eddie Trigueros               | 2021. augusztus 25. 2022. június 14. (Disney+) 2023. november 9. (Disney Channel)  |
| 20.  | 20. | Játékest (Game Night)                       | Jason Reicher   | Darrick Bachman, Tara Billinger, Leanna Dindal, Kristen Morrison, Jason Reicher és Paul Rudish | 2021. augusztus 25. 2022. június 14. (Disney+) 2023. november 14. (Disney Channel) |

### Második évad (2022)
| Sor. | Év. | Cím                                                                   | Rendező                                                          | Író | Premier                                                                            |
| ---- | --- | --------------------------------------------------------------------- | ---------------------------------------------------------------- | --- | ---------------------------------------------------------------------------------- |
| 21.  | 1.  | Mickey egér csodálatos tele (The Wonderful Winter of Mickey Mouse)    | Ryan Gillis, William Reiss és Eddie Trigueros                    | Darrick Bachman, Stevie Borbolla, Ryan Gillis, Kristen Morrison, William Reiss, Ricky Roxburgh, Paul Rudish és Eddie Trigueros                             | 2022. február 18. 2022. június 14. (Disney+) 2024. január 1. (Disney Channel)      |
| 22.  | 2.  | Mickey egér csodálatos tavasza (The Wonderful Spring of Mickey Mouse) | Karl Hardika, William Reiss és Eddie Trigueros                   | Darrick Bachman, Stevie Borbolla, Karl Hardika, Nick Lauer, Kristen Morrison, William Reiss, Ricky Roxburgh, Paul Rudish és Eddie Trigueros                | 2022. március 25. 2022. június 14. (Disney+) 2024. március 16. (Disney Channel)    |
| 23.  | 3.  | Mickey egér csodálatos nyara (The Wonderful Summer of Mickey Mouse)   | Karl Hadrika, Kristen Morrison, Jason Reicher és Eddie Trigueros | Darrick Bachman, Stevie Borbolla, Karl Hadrika, Nick Lauer, Kristen Morrison, Jason Reicher, William Reiss, Ricky Roxburgh, Paul Rudish és Eddie Trigueros | 2022. július 8. 2022. július 8. (Disney+) 2024. június 15. (Disney Channel)        |
| 24.  | 4.  | Mickey egér csodálatos ősze (The Wonderful Autumn of Mickey Mouse)    | Karl Hadrika, William Reiss és Eddie Trigueros                   | Darrick Bachman, Stevie Borbolla, Karl Hadrika, Nick Lauer, Kristen Morrison, Jason Reicher, William Reiss, Ricky Roxburgh, Paul Rudish és Eddie Trigueros | 2022. november 18. 2022. november 18. (Disney+) 2023. november 4. (Disney Channel) |

### Különkiadás (2023)
| Sor. | Év. | Cím                                | Rendező         | Író                                                               | Premier          |
| ---- | --- | ---------------------------------- | --------------- | ----------------------------------------------------------------- | ---------------- |
| 21.  | 1.  | Bolondos gőzhajó (Steamboat Silly) | Eddie Trigueros | Darrick Bachman, Kristen Morrison, Paul Rudish és Eddie Trigueros | 2023. július 28. |